# Друзьяк Сергій Вікторович
Сергій Вікторович Друзьяк (нар.. 30 квітня 1985, Банська Бистриця, Словаччина) — російський актор театру і кіно, телеведучий. Найбільшу популярність здобув завдяки ролям Данзаса у фільмі «1814», Геннадія Варнави в телесеріалі «Кремлівські курсанти», Івана Афанасьєва в телесеріалі « Далекобійники 3» та Петі Зацепи в телесеріалі «Корабель».

## Біографія
Народився 30 квітня 1985 року в словацькому місті Банська-Бистриця в родині військовослужбовців.
Раннє дитинство провів в місті Ялті. Проживаючи у військовому містечку Південний-1, навчався в ліцеї № 49 міста Калінінграда, закінчивши спеціалізований акторський клас під керівництвом Б. І. Бейненсона.
У 2006 році закінчив Ярославський державний театральний інститут (художній керівник — Народний артист Росії Олександр Сергійович Кузін), як артист драматичного театру і кіно.
Популярність Сергію принесли ролі Данзаса у фільмі «1814», Геннадія Варнави в телесеріалі «Кремлівські курсанти» та Петі Зацепи в телесеріалі «Корабель».
З 2007 року виконує роль Калякі-маляки в програмі « Давайте малювати!» на каналі « ТелеНяня» (нині — «Карусель»).
З 2008 по 2011 роки співпрацював з Театром.doc. З 2008 року співпрацює з Лобненським драматичним театром «Камерна сцена».
З липня 2010 року — артист Театру «Бу…» в Музеї-театрі «Булгаковський дім». З 2011 року співпрацює з Театром «Практика».
З серпня 2012 року співпрацює з «Ведогонь-театром» (м. Зеленоград). З 2017 року прийнятий до трупи Московського обласного державного театру юного глядача. З 2020 року ведучий програми «Студія Калякі-маляки» на каналі Карусель.

## Визнання і нагороди
- 2011 — Лауреат VI Міжнародного молодіжного театрального форуму «М.art. контакт» у номінації «Найкращий акторський дует» (спільно з Катериною Клепціною) в спектаклі «Вбивця» (реж. Михайло Єгоров)[2].
- 2013 — Приз глядацьких симпатій Відкритого фестивалю короткометражних документальних фільмів «Милосердя. DOC» у номінації "Документальний фільм " за фільм «Справжня вісім».
- 2014 — Диплом Міжнародного фестивалю соціальної реклами на захист життя і сім'ї «Долонька» «За творчий внесок у збереження життя і традиційних сімейних цінностей».

## Творчість

### Театральні роботи

#### Дипломні вистави
- «Дуже проста історія» (М. Ладо) — пес Здоровань
- «Карусель по пану Фрейду» (А. Шніцлер) — молода людина
- «Сім долин» (Поезія Стародавнього Сходу) — учень
- «Це вічний рух» (пластичний клас-концерт)

#### Театральна студія творчих дослідів «СТОП» (м.Калінінград)
- 2001 — «Лівша» — атаман Платов
- 2002 — «Міщанин-шляхтич» — слуга Ков'єль
- 2001—2002 — «Новорічний експрес, або Всією юрбою в зірки» — Верка Сердючка

#### Калінінградський обласний драматичний театр
- 1999—2002 — «Попелюшка» — хлопчик Паж
- 2002 — «Леді на день» — газетчик

#### Ярославський державний театр юного глядача
- 2002—2003 — «Новорічні космічні пригоди» —  хлопчик Мишко
- 2003—2004 — «Принцеса Кру» — Крис

#### Театр.doc
- 2008—2010 — «Вбивця» (А. Молчанов, реж. Михайло Єгоров) —  Андрій

#### Лобненський драматичний театр «Камерна сцена»
- 2008—2012 — «Маленькі трагедії» (Олександр Пушкін, реж. Олександр Кудринський) — Мефістофель, Моцарт, Ліпорелло, Монах та ін.
- 2011 — «Попелюшка» (Шарль Перро) — Принц

#### Театр «Практика»
- 2011 — «Жара» (Н. Мошина, реж. Володимир Агєєв) — Лис

#### Ведогонь-театр
- 2012 — «Повний місяць у дитячій» (І. Колосов, реж. Олександр Тарасов) —  Іван
- 2012 —  2014 — «Цар Федір Іоаннович» (Олексій Толстой, реж. Олександр Кузін) —  Стременний, Гонець
- 2012 —  2014 — «На дні » (М. Горький, реж. Олександр Кузін) —  Альошка

#### Музей-театр «Булгаковський дім»
- 2010—2012 — «Театралізована екскурсія слідами роману „Майстер і Маргарита“» (реж. Катерина Негруца) — Іван Бездомний
- 2010—2012 — «Ніч друга. Шизофренія, як і було сказано» (реж. Катерина Негруца) — Іван Бездомний
- 2011 — «Аліса у Дивокраї» (За мотивами казки Льюїса Керрола, реж. Катерина Негруца) — Білий Кролик, Капелюшник
- 2013 — «Страшилки на ніч» (реж. Катерина Негруца)
- 2013 — «Арлекініада» (реж. Вадим Демчог) — Макс, Башлачов

### Фільмографія
| Рік         |    | Назва                                           | Роль |                      |
| ----------- | -- | ----------------------------------------------- | --- | -------------------- |
| 1995        | ф  | Палюче літо                                     | придворний хлопчик паж | ру                   |
| 1996        | ф  | Діти капітана Гранта                            | сільський житель | ру                   |
| 1998        | ф  | Сеньйора                                        | Лукас | ру                   |
| 2004        | ф  | Некерований занос                               | | ру                   |
| 2004        | с  | Адвокат                                         | | ру                   |
| 2005        | с  | Доктор Живаго (6 серія)                         | гімназист | ру                   |
| 2006        | с  | Аеропорт 2                                      | | ру                   |
| 2006        | с  | Детективи                                       | | ру                   |
| 2006        | с  | Лікарська таємниця                              | кур'єр з квітами | ру                   |
| 2007        | ф  | Нульовий кілометр                               | Петро, комп'ютерник | ру                   |
| 2007        | ф  | 1814                                            | Костянтин Данзас («Ведмідь»)                                                                                                | ру                   |
| 2007        | с  | Наст                                            | | ру                   |
| 2007        | ф  | Оля+Коля                                        | мотоцикліст | ру                   |
| 2008        | ф  | Пагорби і рівнини                               | санітар | ру                   |
| 2008        | ф  | Плюс один                                       | | ру                   |
| 2008        | с  | Ранетки                                         | Дімич, офіціант в кафе, приятель Матвія                                                                                     | ру                   |
| 2008        | ф  | Русичі                                          | Пантелей | ру                   |
| 2008        | кф | Профілактика повторних злочинів                 | Борис Молодцов | ру                   |
| 2009        | с  | Дві сестри 2                                    | музикант-барабанщик | ру                   |
| 2009        | с  | Десантура (2 серія)                             | Саньок, водій БТР а | ру                   |
| 2009        | кф | Випадок з Федором або просто .опа               | Федір | ру                   |
| 2007        | с  | Доброволець                                     | | ру                   |
| 2009 — 2010 | с  | Кремлівські курсанти                            | Геннадій Варнава (Варга) | ру                   |
| 2010        | ф  | Ялинки                                          | Миша («хлопець з Куби»), студент Казанського університету, вихованець дитячого будинку                                      | ру                   |
| 2010        | ф  | Слон                                            | клоун | ру                   |
| 2010        | с  | Іграшки                                         | офіціант | ру                   |
| 2010        | ф  | Любов у великому місті 2                        | пацієнт Анастасії Ігорівни                                                                                                  | ру                   |
| 2010        | ф  | Москва, я люблю тебе!                           | Гопник | ру                   |
| 2011        | ф  | Чарівника викликали?                            | | ру                   |
| 2011        | с  | Далекобійники 3                                 | Іван Федорович Афанасьєв, далекобійник, син Івановича                                                                       | ру                   |
| 2011        | ф  | Наречений                                       | Олексій | наречений Ольги / ру |
| 2011        | с  | Літо вовків                                     | Микола Абросімов | ру                   |
| 2011        | с  | Чоловік у мені                                  | Ваня | ру                   |
| 2011        | ф  | Знову Новий!                                    | Студент-хімік | ру                   |
| 2011        | с  | Розкол (8 серія)                                | гонець | ру                   |
| 2011        | с  | Смерш. Легенда для зрадника                     | Улле Лассе, боєць загону націоналістів - «лісових братів»                                                                   | ру                   |
| 2011        | с  | Тільки ти                                       | Вітьок, сільський гопник | ру                   |
| 2011        | с  | Чужі мрії                                       | квитковий спекулянт | ру                   |
| 2012        | с  | СК (фільм 3. «Професіонали»)                    | Васильєв | ру                   |
| 2012        | с  | крапчастою                                      | Аркаша, шофер | ру                   |
| 2012        | с  | Татусеві дочки. Супернаречені (серія 396)       | ведучий спіддейтінга | ру                   |
| 2012        | с  | Прокинемося разом?                              | Брокер | ру                   |
| 2012        | ф  | Спокута                                         | Вова Батюня | ру                   |
| 2013        | кф | Справжня вісім                                  | папа | ру                   |
| 2013        | с  | Пасічник (фільм 4. «Болотна тварина»)           | Гоша, оператор знімальної групи                                                                                             | ру                   |
| 2013        | ф  | Одноклассники.ru: НаCLICKай удачу               | Дімон, товариш Льоші | ру                   |
| 2013        | с  | Не жіноча справа (4а серія. «Партійний резерв») | Євген Турин | ру                   |
| 2014        | кф | У пошуках друга                                 | | ру                   |
| 2014 — 2015 | с  | Корабель                                        | Петя Зацепа | ру                   |
| 2014        | с  | Неформат                                        | Стас, помічник і клоун | ру                   |
| 2014        | с  | Як вийти заміж за мільйонера 2                  | поет | ру                   |
| 2014        | с  | УГРО. Прості хлопці 5                           | Юра | ру                   |
| 2014        | с  | Турецький транзит                               | торговець фальшивими документами                                                                                            | ру                   |
| 2014        | с  | Висока кухня                                    | Слава, племінник Юдіна | ру                   |
| 2014        | ф  | Комунальний детектив                            | Льосік Гридасов, квартирант                                                                                                 | ру                   |
| 2014        | с  | Умільці                                         | Пегов | ру                   |
| 2014        | с  | Сокира                                          | | ру                   |
| 2015        | ф  | 12 місяців. Нова казка                          | Квітень | ру                   |
| 2015        | кф | Водяний                                         | Водяний Володя | ру                   |
| 2015        | с  | Людмила Гурченко                                | Петя | ру                   |
| 2015        | кф | Перше побачення                                 | | ру                   |
| 2016        | с  | Великі гроші (Фальшивомонетники)                | Олексій Колесников, племінник і спільник Юрія Колесникова ( «Врубеля»), син Олександра Олександровича і Валентини Андріївни | ру                   |
| 2016        | с  | Анна-детектив                                   | Антон Андрійович Коробейников, молодий помічник Якова Штольмана                                                             | ру                   |
| 2017        | с  | Рідне серце                                     | Женя | ру                   |
| 2018        | с  | Жовтий очей тигра                               | Вадим Миколайович Спиридонов, слідчий                                                                                       | ру                   |

### Озвучування мультфільмів
| Рік  |    | Назва                                    | Роль            |    |
| ---- | -- | ---------------------------------------- | --------------- | -- |
| 2015 | мс | Джинглики                                | - Бедокур       | ру |
| 2015 | мс | Альманах № 2 "Дзеркало ". Смішні бажання |                 | ру |
| 2016 | мс | Лео і Тіг                                | - Панго Чудовий | ру |

### Дублювання мультфільмів
| Рік  |    | Назва                       | Роль             |    |
| ---- | -- | --------------------------- | ---------------- | -- |
| 2012 | мс | Феї: Таємниця зимового лісу | Епізодичні ролі' | ру |

### Продюсер, Сценарист, Режисер, Оператор, Актор

#### Кінематограф
- 2013 — Справжня вісім

### Продюсер, Режисер, Актор

#### Кінематограф
- 2015 — Водяний

### Зйомки в кліпах
- Ваня Романов — Расставим точки над i (2010)
- Natan ft. Тимати — Девочка Бомба (2014)
- Animal ДжаZ — Дыши (2014)
- Neopoleon feat. MAGRIT — Pardonnez (2014)

## Книги
- 2010 — «Половинка сніжинки зеленої». зошит віршів